# تركي العمار
تركي مروان العمار، لاعب كرة قدم سعودي، يلعب في نادي القادسية ك‍وسط هجومي.

## روابط خارجية
- تركي العمار على موقع قاعدة بيانات كرة القدم.إي يو (الإنجليزية)
- تركي العمار على موقع Soccerway.com (الإنجليزية)